# 羅老島
羅老島（：／ Naro do */?）是韓國全羅南道高興郡蓬萊面的島嶼，由內羅老島和外羅老島所組成。距離其首都首爾約485公里。
島上建設有羅老宇航中心，韓國的首枚運載火箭羅老號便因此得名，並從此地發射昇空。